# Merizocera mandai
Espèce
Merizocera mandai est une espèce d'araignées aranéomorphes de la famille des Psilodercidae.

## Distribution
Cette espèce est endémique de Singapour.

## Description
Le mâle holotype mesure 1,41 mm et la femelle paratype 1,41 mm.

## Étymologie
Son nom d'espèce lui a été donné en référence au lieu de sa découverte, Mandai Agrotechnology Park.

## Publication originale
- Chang, Yao & Li, 2020 : « Twenty-eight new species of the spider genus Merizocera Fage, 1912 (Araneae, Psilodercidae) from South and Southeast Asia. » ZooKeys, no 961, p. 41-118 (texte intégral).